# The Curtain Pole
The Curtain Pole è un cortometraggio muto del 1909 diretto da David W. Griffith e da Mack Sennett (non accreditato).
Remake di Le Cheval emballé di Louis J. Gasnier (1908).

## Trama
Durante un party, si rompe il bastone di un tendaggio. Il responsabile, un francese pieno di zelo, si offre per andare a recuperare un palo ma, prima di arrivare al negozio, si ferma a bere. Totalmente ubriaco, lungo la strada combina un sacco di guai, primo fra tutti quello di comperare un'asta troppo lunga che si infila dappertutto. Quando poi il francese ritorna alla festa, il bastone è già stato aggiustato e nessuno sembra accorgersi di lui. Furibondo per l'ingratitudine degli ospiti, l'uomo spacca il palo in due.

## Produzione
Il film fu prodotto dall'American Mutoscope & Biograph e fu girato nel New Jersey, a Fort Lee.

## Distribuzione
Il copyright del film, richiesto dall'American Mutoscope and Biograph Co., fu registrato il 2 gennaio 1909 con il numero H120977.
Il film uscì nelle sale il 15 febbraio 1909. Nelle proiezioni, veniva programmato con il sistema dello split reel, accorpato in un'unica bobina con un altro cortometraggio prodotto dalla Biograph e diretto da Griffith, His Ward's Love.
Copia della pellicola viene conservata negli archivi della Library of Congress e nella Blackhawk Films collection della Film Preservation Associates.
Nel 2003, fu distribuito in DVD dalla Grapevine, inserito in un'antologia di cortometraggi con altri dieci titoli dei primi film di Griffith - per un totale di 102 minuti - dal titolo D.W. Griffith, Director Volume 1 (1908-1909).

### Date di uscita
- USA  15 febbraio 1909
- USA  2002  DVD
- USA 2003  DVD
- USA 2004  DVD
- USA 2009  DVD